# Лардо

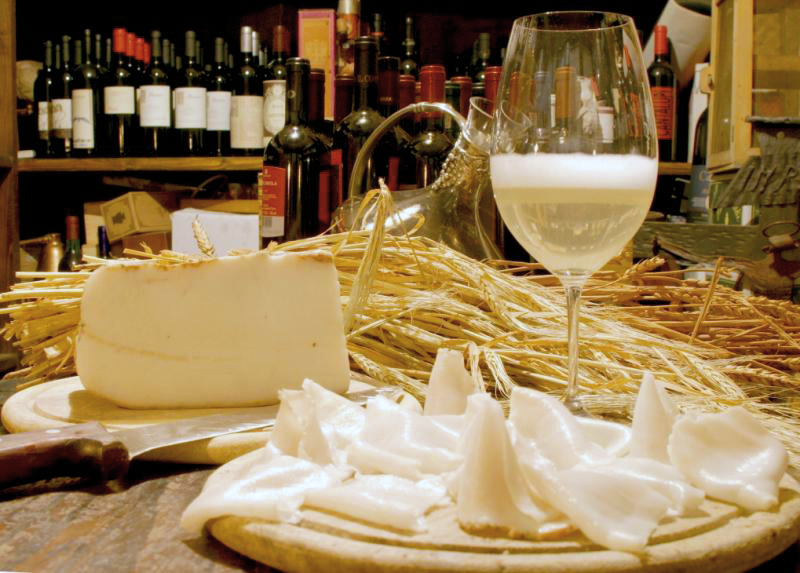
Нарізане Lardo di Colonnata

Лардо (італ. lardo — свиняче сало) — страва італійської кухні, свиняче сало, засолене зі спеціями. Найдавніше за походженням та найбільш відомим у наш час є лардо з селища Колонната, що поблизу міста Каррара регіону Тоскана. Воно є продуктом, контрольованим за походженням — італ. Lardo di Colonnata IGP. За способом приготування на лардо дуже схожий шпик.

## Історія
У часи Римської імперії Колонната була невеликим містом, де добували мармур. Страва лардо була винайдена тут, як проста та дуже калорійна їжа для робітників кар'єрів з видобутку мармуру, яку можна довго зберігати. У наш час сало набуло популярності по всій Італії, але обсяг виробництва залишається обмеженим: сьогодні його виробляють лише 14 родин, загальна кількість не перевищує однієї тони на рік — більше не дозволяють розміри льохів.

## Спосіб приготування

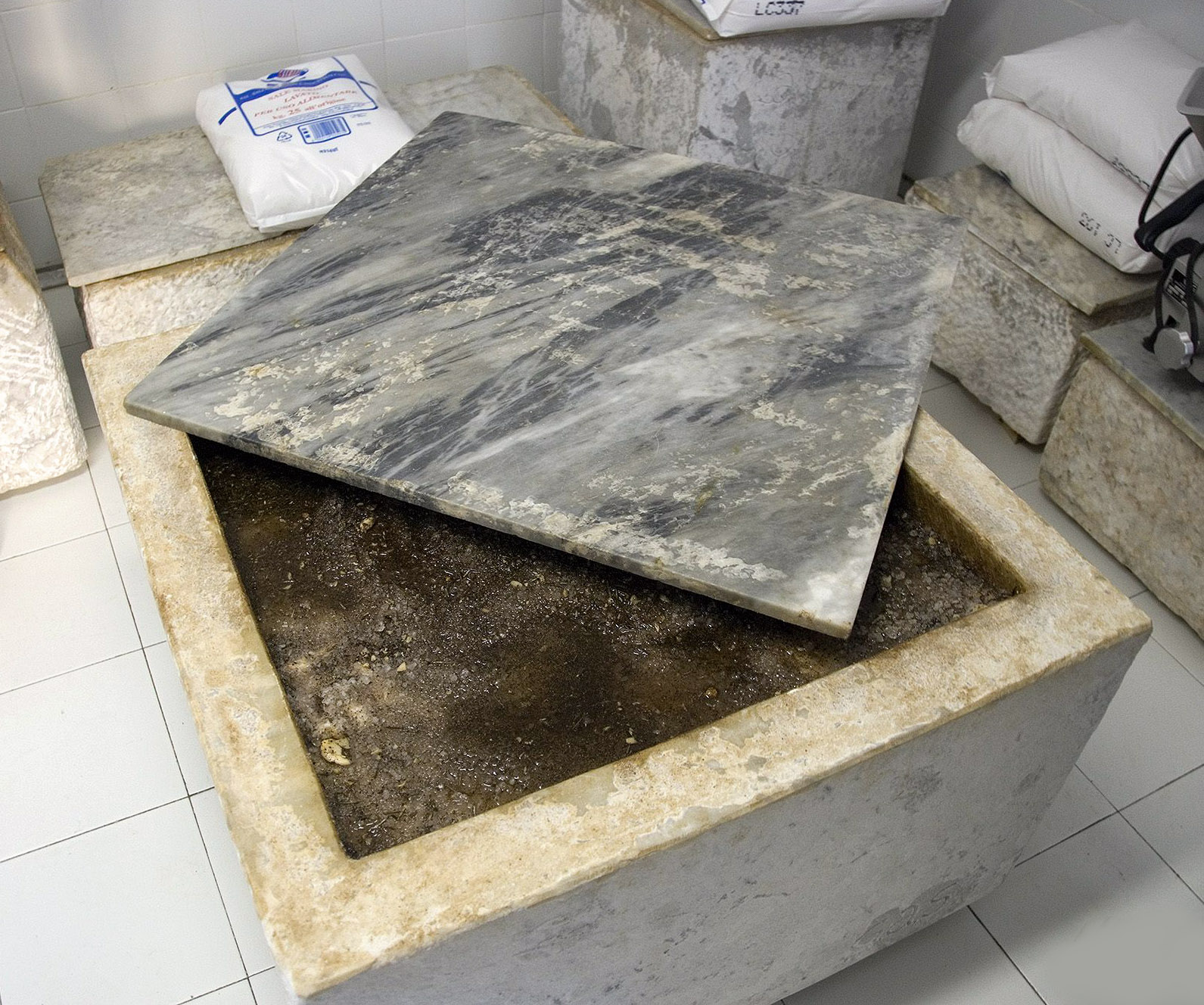
Мармурова ємність для виготовлення Lardo di Colonnata

Для Лардо беруть сало від свиней не молодше 9 місяців і вагою не менше 160 кілограмів. Традиційний спосіб приготування Лардо передбачає використання ємностей з місцевого каррарського мармуру. Мармур забезпечує необхідні герметичність, температуру і вологість. Виготовлення сала починається у вересні, з ретельного миття мармурової бадді оцтом. Потім внутрішня поверхня натирається часником, в шматки сала втирають морську сіль, яку потім змивають. Дно мармурової ванни обсипають свіжою сіллю, потім шарами укладають сало, яке пересипають сіллю зі спеціями. Набір спецій у кожного виробника свій, але в обов'язковому порядку використовують чорний перець, розмарин, часник, мускатний горіх. Заповнену салом ємність щільно закривають і відправляють продукт на визрівання в льох (нерідко винний) або мармуровий грот на кілька місяців. Використання хімічних консервантів заборонено.
Інший вид лардо — лард д'Арно (тут його називають на французький манер) виробляють в комуні Арна регіону Валле-д'Аоста. Продукт захищений географічним найменуванням італ. Vallée d'Aoste Lard d'Arnad PDO. Принцип приготування лардо тут майже такий же, як в Колонната, тільки замість мармурових ємностей використовують дерев'яні (з дуба або каштана). На смак цього сала впливають таніни і дубильні речовини, які містяться в деревині.

## Опис продукту
Колір лардо білувато-рожевий, воно м'яке і однорідне за структурою. На смак воно дуже ніжне і трохи солодкувате, злегка пряне, з запахом спецій і ароматних трав. Їдять його зазвичай в чистому вигляді, нарізаним на тонкі скибочки. Іноді його використовують як добавку в складі інших страв.